# Cryptocercus
Cryptocercus – rodzaj karaczanów odżywiających się drewnem. Rozkładają celulozę dzięki symbiotycznym wiciowcom żyjącym w ich organizmach. Istnieje hipoteza mówiąca że, karaczany te są blisko spokrewnione z termitami, wysnuta na podstawie morfologicznego podobieństwa nimf, faktu dzielenia z termitami kilku grup wiciowców oraz wyników badań filogenetycznych.
Wysnuwa się także hipotezę iż termity wyewoluowały z karaczanów. Naukowcy nie są zgodni zarówno w kwestii czy Cryptocercus i Blattodea to grupy siostrzane, podobnie jak w przypadku grup Cryptocercus i termitów. Cryptocercus uznaje się za żywą skamieniałość.
Owady te są monogamiczne, samce i samice wiążą się w długoterminowe pary i żyją w grupach rodzinnych. Obserwuje się u nich opiekę nad potomstwem przez obojga rodziców. Samiec związany z samicą broni swojego tunelu przed innymi samcami.